# 데이비드 샤프 (산악인)
데이비드 샤프(David Sharp, 1972년 2월 15일 ~ 2006년 5월 15일)는 영국의 교사, 산악인으로,  에베레스트 등정 후 내려오던 도중 그린 부츠 동굴에서 사망했다. 당시 40여명에 달하는 다른 등반 팀들이 죽어가고 있는 그를 도와주지 않았다 하여 물의를 일으켰다.

## 인물
샤프는 본업이 수학 교사이며, 산악인으로써는 중학생 시절 로즈베리 토핑(en)에 등정한 것을 시작으로 마터호른 산, 옐브루스 산, 킬리만자로 산, 가셔브룸의 등정에 성공했다. 이어 2002년에 초오유 산을 정복하고 이어 2003년과 2004년에 에베레스트 산에 도전하나 등정에는 실패했다.

## 죽음
데이비드 샤프는 2006년 5월 단독으로 에베레스트의 등반을 시도하던 중 저체온증 상태로 그린 부츠 동굴에서 발견되었고 저체온증과 피로로 인해 사망했다.
2006년 5월 14일 오후에 베이스 캠프로 내려가는 등반 팀이 올라가고 있는 샤프와 마주쳤다. 밤에는 다른 팀이 일출 때의 등정을 목표로 올라가기 시작하여 오전 1시가 되기 조금 전에 그린 부츠가 있는 곳에 도달했는데, 이 팀은 그린 부츠 이외에 다른 사람(샤프)이 있는 것을 발견했다. 당시 샤프는 이미 치명적인 상태로, 그린 부츠의 옆에 다리를 N자로 굽히고 앉아 있었고, 산소 마스크나 고글 등은 착용하지 않았다.
이 팀은 샤프를 깨우려고 시도했으나 깨어나지 않아 팀의 안내원인 마크 우드워드(Mark Woodward)는 샤프를 그대로 두기로 하고 등반을 계속했다. 샤프는 이미 혼수 상태였고 이 팀은 샤프의 저체온증에 대처할 수단을 가지고 있지 않았기 때문이다. 20여분 뒤에 터키의 등반 팀이 샤프를 발견하고 그를 구조하려 했으나 샤프는 이를 거절했다.
5월 14일 저녁부터 15일에 걸쳐 합계 인원이 40여명에 달하는 등반 팀들이 그린 부츠 근처를 지나갔으나 샤프를 목격하지 못했다고 하거나, 그린 부츠로 혼동했다고 증언했다.
오전 9시 30분에 하산 중이던 레바논 사람인 막심 차야(fr)와 셰르파 도르예가 그린 부츠를 지나갈 당시 샤프는 여전히 의식이 없었으며 이빨을 부딪히며 경련을 일으키고 있었다. 샤프의 코와 뺨 등은 동상으로 검게 변색되고 있었으며 하박부와 정강이까지 완전히 얼은 것으로 보였다. 터키의 등반 팀이 목격한 이후 샤프는 모자도 고글도 쓰고 있지 않았고, 그의 산소통은 비어 있었다. 차야는 자신의 예비 산소로 샤프를 호흡시키려 했으나 실패하여 전진 기지에 샤프의 상태는 자신이 어떻게 해볼 수 있는 범위를 넘어섰다고 무전으로 알렸다. 실제 차야의 산소는 90분 분량 밖에 남아 있지 않았으며 샤프를 이동시키기 위해서는 도움이 필요했다. 차야는 전진 기지와 무전으로 연락하면서 한 시간가량 샤프의 곁을 지켰으나 포기하고 떠났다.
이어 앞서 지나갔던 터키의 등반 팀이 내려가며 다시 그린 부츠 근처를 지나갔으나 팀원 중 고산병 증세가 나타난 사람이 있어 샤프를 도와줄 상황이 아니었다. 그 다음에 샤프를 발견한 것은 아일림 엘리프 마비스(en)가 이끄는 또다른 터키의 등반 팀이었다. 그들은 샤프의 혼수 상태를 확인하고 자신들의 산소를 샤프에게 공급하려 했으나 역시 실패했다. 마비스의 팀은 전진 기지에 샤프의 정확한 위치를 알리고 떠났다.
낮이 되어 온도가 올라갔고 산소가 늘어나 샤프가 깨어났을 가능성을 확인하기 위해 오전 11시 45분에 셰르파 푸르바 타시(en)가 도착했다. 샤프는 타시의 질문에 "My name is David Sharp and I am with Asian Trekking(en)"라고 답했다. 그러나 타시의 장비로는 샤프를 수십미터 떨어진 양지로 옮기는 것이 한계였고, 샤프를 도와 이동시키는 것이 더 이상 불가능하다고 판단하여 샤프를 방치할 수 밖에 없었다.
15일 오후에는 샤프가 깨어나 있는 것을 본 다른 등반 팀들은 샤프에 대해 그리 관심을 두지 않았다. 실제 샤프는 '죽음의 구역'(해발 8km 이상)까지 올라온 적이 두 번이나 있고 적응 능력이 좋기로 알려져 있었기 때문이다. 그러나 샤프의 출발로부터 이틀 뒤인 16일 아침에 하산 중인 한국 등반 팀의 셰르파가 "붉은 장화를 신은 등반객"이 죽었음을 무전으로 알려왔다.
이 사고는 산악인계에 파장을 불러일으켰다. 전진 기지가 현장에서 보내온 알림을 무시한 일이나 각 등반 팀이 자신의 등반을 우선하여 샤프를 도와주지 않은 일 등이 비난의 대상이 되었다. 한편 차야는 단독 등반을 하면서 늦은 시간에 적은 양의 산소를 가지고 무전기도 없이 출발한 샤프에게도 책임이 있다고 비판했다.
마크 잉글리스(en)는 2006년 5월 26일 인터뷰
를 통해 당시 샤프의 근처를 40명이 넘는 사람이 지나갔으나 아무도 샤프를 돕지 않았다고 밝혔다. 잉글리스는 또 다큐멘터리 에베레스트를 위해 죽음(Dying For Everest)에서 많은 사람들이 샤프를 그린 부츠로 혼동하고 돕지 않았을 가능성을 언급했다.
그린 부츠 근처에 방치되었던 샤프의 시신은 이듬해인 2007년 회수되었다. 환경적 제약으로 상당수의 시신이 현지에 방치되고 있는 현실을 보면 이는 상당히 이례적인 일이다.

## 같이 보기
- 에베레스트산에서 죽은 사람의 목록